# حروف ربط فرانسوی
حروف ربط فرانسوی (انگلیسی: French conjunctions) کلماتی هستند که عبارات و جملات را به هم متصل می‌کنند و به ایجاد ایده‌های پیچیده‌تر کمک می‌کنند. آنها مانند انگلیسی نقش اساسی در زبان فرانسوی دارند. دو نوع اصلی از حروف ربط وجود دارد: هماهنگ‌کننده و فرعی.
حروف ربط هماهنگ‌کننده کلمات یا گروه‌هایی از کلمات مشابه را به هم پیوند می‌دهند. رایج‌ترین حروف ربط هماهنگ‌کننده در فرانسه عبارتند از "et" (و)، "ou" (یا)، "mais" (اما) و "donc" (so). مثلاً در جمله «J'aime les pommes et les oranges» (من سیب و پرتقال را دوست دارم) «et» این دو میوه را به هم متصل می‌کند.
حروف ربط فرعی جمله‌های وابسته ای را معرفی می‌کنند که نمی‌توانند به تنهایی به عنوان جملات کامل معنا داشته باشند. برخی از حروف ربط فرعی رایج عبارتند از "que" (که)، "parce que" (زیرا) و "si" (اگر). به عنوان مثال، در جمله "Je pense que tu as raison" (من فکر می‌کنم حق با شماست)، "que" بند وابسته را معرفی می‌کند.
استفاده از حروف ربط کمک می‌کند جملات واضح تر شوند. آنها به ما اجازه می‌دهند تا روابط بین ایده‌ها را بیان کنیم، مانند علت و معلول یا تضاد. یادگیری استفاده صحیح از حروف ربط گام مهمی در تسلط بر زبان فرانسه و بهبود مهارت‌های ارتباطی است. تسلط بر حروف ربط فرانسوی برای مهارت پیشرفته زبان ضروری است، زیرا آنها نقشی اساسی در ارتباطات نوشتاری و گفتاری دارند. درک عملکرد و کاربرد آنها برای زبان آموزانی که قصد دارند به زبان فرانسه تسلط داشته باشند، اساسی است.